# Barriemore Barlow
Barrie Barlow, detto Barriemore (Birmingham, 10 settembre 1949), è un batterista britannico.
È stato il batterista del gruppo storico rock dei Jethro Tull dal 1971 al 1980 contribuendo alla realizzazione di 10 album, compreso il live Bursting Out in cui è apprezzabile l'eccellente tecnica e il suo talento, notevole il suo assolo nel brano Conundrum, al punto tale che John Bonham arrivò a definirlo come il miglior batterista rock inglese di tutti i tempi.
Sconvolto dalla morte del bassista John Glascock, Barlow lasciò i Jethro Tull nel 1980, dopo aver completato la tappa finale del tour Stormwatch. In seguito collaborò a diversi progetti insieme ad artisti come Kerry Livgren, Robert Plant, e Jimmy Page (come nell'album Outrider). Si segnala anche il suo contributo nell'album Rising Force di Yngwie Malmsteen.

## Dopo i Jethro Tull
Dopo l'abbandono del gruppo inizia una lunga attività come turnista, comparendo in molti album di vari musicisti. Nel 1982 fonda inoltre un suo gruppo, i Tandoori Cassette, scioltisi poi nel 1990. Nel 1996 sceglie di ritirarsi dall'attività musicale.